# Skeld

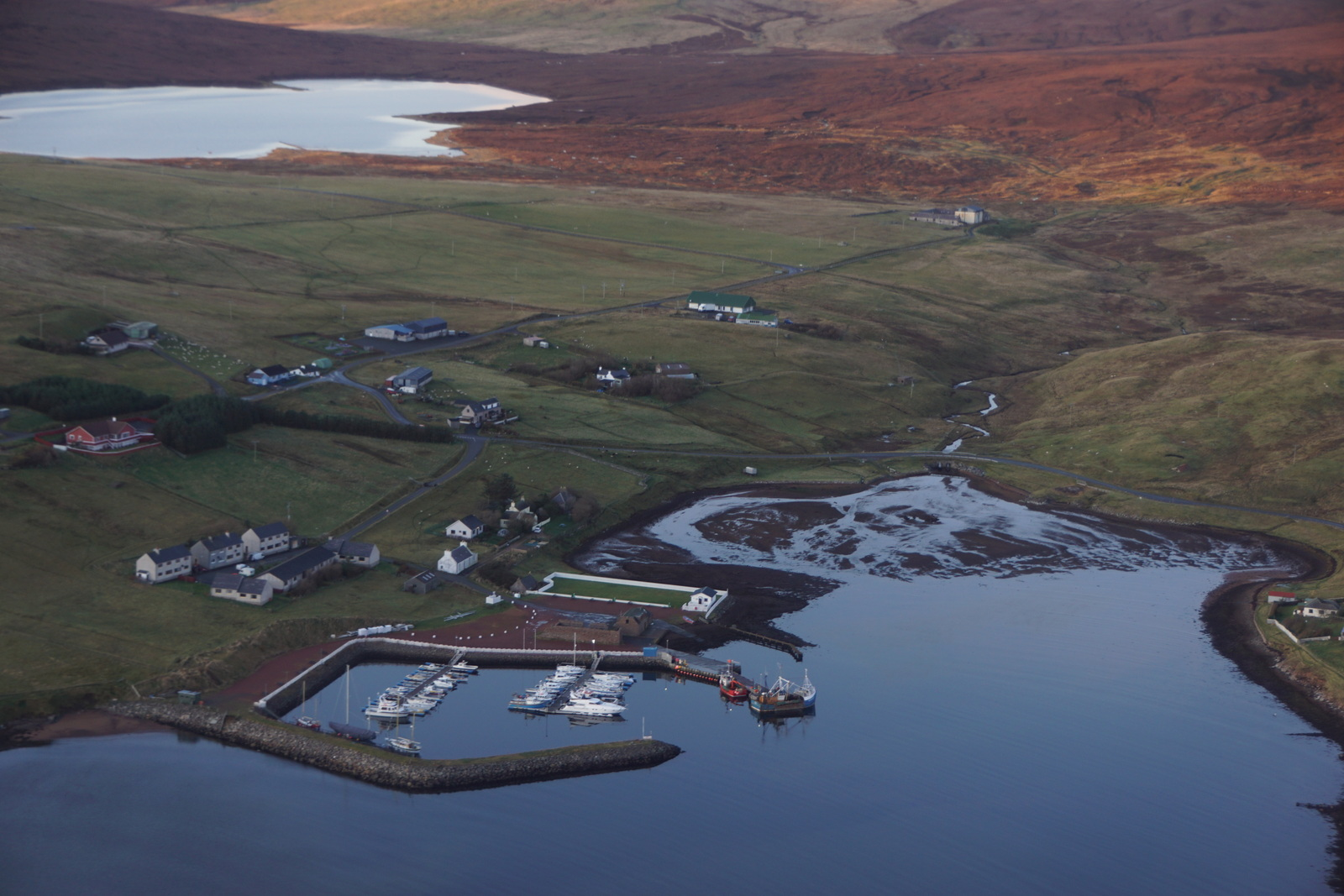
Blick über Easter Skeld

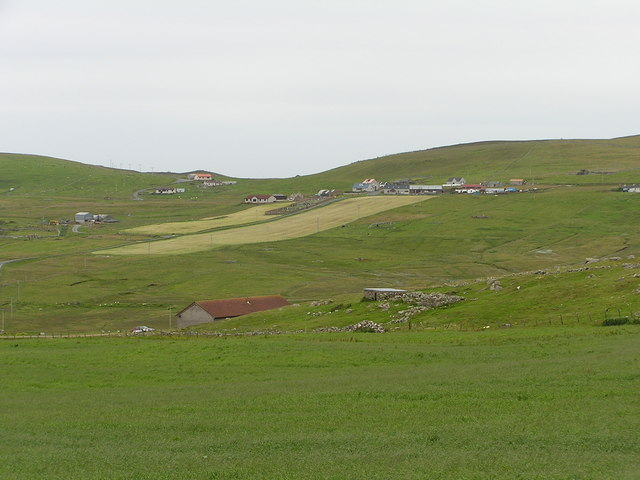
Blick auf Wester Skeld

Skeld ist eine Ortschaft, die im Südwesten der zu Schottland zählenden Shetlands liegt.

## Geographie
Skeld liegt im Bereich der südlichen Küste im Westen von Mainland und gliedert sich in zwei Ortsteile: das größere ist Easter Skeld, am nördlichen Ende der Meeresbucht Skelda Voe im Nordosten, das kleinere Wester Skeld, anderthalb Kilometer entfernt im Südwesten. In Easter Skeld gibt es ein Pier, eine Marina, eine Grundschule, eine Versammlungshalle und ein Postamt. Dort wird, in einem kleinen Gewerbegebiet, Räucherfisch hergestellt.
Nach Lerwick sind es 17,5 Kilometer in südöstlicher Richtung.

## Historisches
Im Rahmen der historischen Gliederung Schottlands in Civil Parishes zählt Skeld zu Sandsting. In Easter Skeld ist das Haus The Steamer als Listed Building der Kategorie C eingestuft worden.